# Drassyllus
Genre
Synonymes
- Epizelotes Lohmander, 1944

Drassyllus est un genre d'araignées aranéomorphes de la famille des Gnaphosidae.

## Distribution
Les espèces de ce genre se rencontrent en écozones holarctique et indomalaise.

## Liste des espèces
Selon World Spider Catalog (version 25.5, 31/12/2024) :
- Drassyllus adocetus Chamberlin, 1936
- Drassyllus alachua Platnick & Shadab, 1982
- Drassyllus amamiensis Kamura, 2011
- Drassyllus antonito Platnick & Shadab, 1982
- Drassyllus aprilinus (Banks, 1904)
- Drassyllus arizonensis (Banks, 1901)
- Drassyllus baccus Platnick & Shadab, 1982
- Drassyllus barbus Platnick, 1984
- Drassyllus biglobus Paik, 1986
- Drassyllus borlynensis Esyunin, Vlasov & Ustinova, 2024
- Drassyllus broussardi Platnick & Horner, 2007
- Drassyllus callus Platnick & Shadab, 1982
- Drassyllus carbonarius (O. Pickard-Cambridge, 1872)
- Drassyllus centrohellenicus Chatzaki, 2021
- Drassyllus cerrus Platnick & Shadab, 1982
- Drassyllus chibus Platnick & Shadab, 1982
- Drassyllus coajus Platnick & Shadab, 1982
- Drassyllus conformans Chamberlin, 1936
- Drassyllus coreanus Paik, 1986
- Drassyllus covensis Exline, 1962
- Drassyllus covid Chatzaki, 2021
- Drassyllus creolus Chamberlin & Gertsch, 1940
- Drassyllus crimeaensis Kovblyuk, 2003
- Drassyllus cyprius Chatzaki & Russell-Smith, 2017
- Drassyllus dadia Komnenov & Chatzaki, 2016
- Drassyllus dadianus Chatzaki, 2021
- Drassyllus depressus (Emerton, 1890)
- Drassyllus dixinus Chamberlin, 1922
- Drassyllus dromeus Chamberlin, 1922
- Drassyllus durango Platnick & Shadab, 1982
- Drassyllus ellipes Chamberlin & Gertsch, 1940
- Drassyllus eremitus Chamberlin, 1922
- Drassyllus eremophilus Chamberlin & Gertsch, 1940
- Drassyllus eurus Platnick & Shadab, 1982
- Drassyllus excavatus (Schenkel, 1963)
- Drassyllus fallens Chamberlin, 1922
- Drassyllus fractus Chamberlin, 1936
- Drassyllus fragilis Ponomarev, 2008
- Drassyllus frigidus (Banks, 1892)
- Drassyllus gammus Platnick & Shadab, 1982
- Drassyllus gynosaphes Chamberlin, 1936
- Drassyllus huachuca Platnick & Shadab, 1982
- Drassyllus inanus Chamberlin & Gertsch, 1940
- Drassyllus insularis (Banks, 1900)
- Drassyllus jubatopalpis Levy, 1998
- Drassyllus lamprus (Chamberlin, 1920)
- Drassyllus lepidus (Banks, 1899)
- Drassyllus louisianus Chamberlin, 1922
- Drassyllus lutetianus (L. Koch, 1866)
- Drassyllus mazus Platnick & Shadab, 1982
- Drassyllus mexicanus (Banks, 1898)
- Drassyllus mirus Platnick & Shadab, 1982
- Drassyllus mormon Chamberlin, 1936
- Drassyllus mumai Gertsch & Riechert, 1976
- Drassyllus nannellus Chamberlin & Gertsch, 1940
- Drassyllus niger (Banks, 1896)
- Drassyllus notonus Chamberlin, 1928
- Drassyllus novus (Banks, 1895)
- Drassyllus ojus Platnick & Shadab, 1982
- Drassyllus orgilus Chamberlin, 1922
- Drassyllus orlando Platnick & Corey, 1989
- Drassyllus pantherius Hu & Wu, 1989
- Drassyllus praeficus (L. Koch, 1866)
- Drassyllus proclesis Chamberlin, 1922
- Drassyllus prosaphes Chamberlin, 1936
- Drassyllus pseudovinealis Kim, Yoo & Lee, 2018
- Drassyllus puebla Platnick & Shadab, 1982
- Drassyllus pumiloides Chatzaki, 2003
- Drassyllus pumilus (C. L. Koch, 1839)
- Drassyllus pusillus (C. L. Koch, 1833)
- Drassyllus rufulus (Banks, 1892)
- Drassyllus salton Platnick & Shadab, 1982
- Drassyllus sanmenensis Platnick & Song, 1986
- Drassyllus saphes Chamberlin, 1936
- Drassyllus sasakawai Kamura, 1987
- Drassyllus seminolus Chamberlin & Gertsch, 1940
- Drassyllus shaanxiensis Platnick & Song, 1986
- Drassyllus sinton Platnick & Shadab, 1982
- Drassyllus socius Chamberlin, 1922
- Drassyllus sonus Platnick & Shadab, 1982
- Drassyllus sur Tuneva & Esyunin, 2003
- Drassyllus talus Platnick & Shadab, 1982
- Drassyllus tepus Platnick & Shadab, 1982
- Drassyllus texamans Chamberlin, 1936
- Drassyllus tinus Platnick & Shadab, 1982
- Drassyllus villicoides (Giltay, 1932)
- Drassyllus villicus (Thorell, 1875)
- Drassyllus villus Platnick & Shadab, 1982
- Drassyllus vinealis (Kulczyński, 1897)
- Drassyllus yaginumai Kamura, 1987
- Drassyllus yunnanensis Platnick & Song, 1986
- Drassyllus zimus Platnick & Shadab, 1982

## Systématique et taxinomie
Ce genre a été décrit par Chamberlin en 1922 dans les Gnaphosidae.
Epizelotes a été placé en synonymie par Platnick et Shadab en 1982.

## Publication originale
- Chamberlin, 1922 : « The North American spiders of the family Gnaphosidae. » Proceedings of the Biological Society of Washington, vol. 35, p. 145-172.